# Зеленодольский укрупнённый сельский район
Зеленодольский сельский укрупнённый район (тат. Яшел Үзән эреләндерелгән авыл районы) ― административно-территориальная единица в составе Татарской АССР в 1963—1965 гг., возникшая в результате административно-территориальной реформы в СССР в 1962–1963 годах. Центр — Зеленодольск.
Район был образован в январе 1963 года. В его состав вошли все сельсоветы Дубьязского, Зеленодольского, Верхнеуслонского и Нурлатского районов и 7 сельсоветов Высокогорского района (Бимерский, Большедербышкинский, Борисоглебский, Семиозёрский, Сухорецкий, Усадский и Хохловский). В то же время пгт Юдино, Васильево и Нижние Вязовые были подчинены Зеленодольскому горсовету, в состав района не входившего.
По состоянию на 1963 год район состоял из 58 сельсоветов (в том числе 1 поссовет на правах сельсовета — Октябрьский) и 337 населённых пунктов.
В июне 1963 года деревня Малая Макуловского сельсовета была переименована в Исаево.
В июле 1963 года поселки Георгиевский, Каинки и Красный Сокол Клянчинского сельсовета, поселки Красный Пахарь и Троицкий Набережно-Морквашского сельсовета, поселок Алатбаш Село-Алатского сельсовета исключены из учётных данных.
В ноябре 1963 года посёлок станции Дербышки Большедербышкинского сельсовета включён в состав Казани.
В марте 1964 года Канашский, Коргузинский и Майданский сельсоветы района были переданы в состав Апастовского сельского района.
В июле 1964 года посёлки имени Калинина, Красная Горка, Новое Аракчино, Новостройка Красногорского сельсовета объединены в один населённый пункт — пгт Красная Горка, которому также переданы в подчинение населённые пункты Займище и Куземетьево; Красногорский сельсовет преобразован в поссовет; через месяц Займище и Куземетьево включены в черту пгт Красная Горка..
В январе 1965 года Бурнашевский, Введенско-Слободской, Верхнеуслонский, Кильдеевский, Ключищенский, Кураловский, Макуловский, Матюшинский, Набережно-Морквашский, Нижнеуслонский, Новорусско-Маматкозинский, Шеланговский сельсоветы передаются воссозданному Верхнеуслонскому району, Айбашский, Алан-Бексерский, Альдермышский, Бимерский, Большебитаманский, Большедербышкинский, Большековалинский, Борисоглебский, Дубъязский, Казакларский, Мемдельский, Село-Алатский, Семиозёрский, Суксинский, Сухорецкий, Ташлы-Ковалинский, Усадский, Чиршинский, Шуманский сельсоветы передаются воссозданному Высокогорскому району, а Зеленодольский сельский район преобразован в обычный район.